# Índice de contaminación del aire
El Índice de contaminación del aire (API por sus siglas en inglés; en malayo: Indeks Pencemaran Udara) es una forma simple y generalizada de describir la calidad del aire, que se utiliza en Malasia. Se calcula a partir de varios conjuntos de datos de contaminación del aire y se usaba anteriormente en China continental y Hong Kong . En China continental, el API fue reemplazado por un índice de calidad del aire actualizado a principios de 2012 y el 30 de diciembre de 2013 Hong Kong pasó a un índice basado en la salud.

## Malasia
La calidad del aire en Malasia se informa como API (por sus siglas en inglés, en español Índice de contaminantes del aire) o en malayo como IPU (Indeks Pencemaran Udara). Cuatro de los componentes contaminantes del índice (es decir, monóxido de carbono, ozono, dióxido de nitrógeno y dióxido de azufre ) se reportan en ppmv, pero las partículas PM 2.5 se reportan en μg/m 3 .
La siguiente escala muestra las clasificaciones sanitarias utilizadas por el gobierno de Malasia.
| API     | Nivel de contaminación del aire |
| ------- | ------------------------------- |
| 0–50    | Bueno                           |
| 51–100  | Moderado                        |
| 101–200 | Insalubre                       |
| 201–300 | Muy insalubre                   |
| 301–500 | Peligroso                       |
| 500+    | Emergencia                      |

Si el API supera las 500 unidades, se declara el estado de emergencia en el área de notificación. Normalmente, esto significa que se suspenden los servicios gubernamentales no esenciales y se cierran todos los puertos en el área afectada. También puede haber, en el área del informe, una prohibición de actividades comerciales e industriales del sector privado, excepto en el sector alimentario.

## Índices anteriores

### China
La Agencia Estatal de Protección Ambiental de China ( SEPA por sus siglas en inglés ) es responsable de medir el nivel de contaminación del aire en China. A partir del 28 de agosto de 2008, la SEPA monitorizó diariamente el nivel de contaminación en 86 de sus principales ciudades. El nivel AQI se basó en el nivel de cinco contaminantes atmosféricos, los cuales son: dióxido de azufre (SO 2 ), dióxido de nitrógeno (NO 2 ), partículas en suspensión (PM 10 ), monóxido de carbono (CO) y ozono (O 3 ), medidos en las estaciones de monitoreo en cada ciudad.
Mecánica del ICA En un principio se le asigna un puntaje individual al nivel de cada contaminante y el AQI final es el más alto de esos cinco puntajes. Los contaminantes se pueden medir de formas muy distintas. Las concentraciones de SO 2, NO 2 y PM 10 se miden como promedio por día. El CO y el O 3 son más nocivos y se miden como media por hora. El valor final de AQI se calcula por día.
La escala para cada contaminante no es lineal, como tampoco lo es la puntuación final del AQI. Por lo tanto, un AQI de 100 no significa el doble de contaminación que un AQI de 50, ni el doble de dañino. Si bien un AQI de 50 del día 1 al 182 y un AQI de 100 del día 183 al 365 proporciona una media anual de 75, no significa que la contaminación sea aceptable incluso si el punto de referencia de 100 se considera seguro. Esto se debe a que el punto de referencia es un objetivo de 24 horas. La media anual debe coincidir con el objetivo anual. Es completamente posible tener aire seguro todos los días del año y aun así fallar en el punto de referencia anual de contaminación.
AQI y consecuencias para la salud (objetivos diarios) 
| ICA     | Nivel de contaminación del aire | Implicaciones para la salud |
| ------- | ------------------------------- | --- |
| 0–50    | Excelente                       | Sin consecuencias para la salud |
| 51–100  | Bueno                           | Sin consecuencias para la salud |
| 101–150 | Ligeramente contaminado         | Pueden producirse irritaciones leves, las personas con problemas respiratorios o cardíacos deben reducir el ejercicio al aire libre. |
| 151–200 | ligeramente contaminado         | Pueden ocurrir irritaciones leves, las personas con problemas respiratorios o cardíacos deben reducir el ejercicio al aire libre. |
| 201–250 | Moderadamente Contaminado       | Las personas sanas se verán notablemente afectadas. Las personas con problemas respiratorios o cardíacos experimentarán una menor resistencia al realizar actividades. Estas personas y ancianos deben permanecer en interiores y restringir las actividades.                                                             |
| 251–300 | Altamente contaminado           | Las personas sanas se verán notablemente afectadas. Las personas con problemas respiratorios o cardíacos experimentarán una resistencia reducida en las actividades. Estas personas y ancianos deben permanecer en interiores y restringir las actividades.                                                               |
| 300+    | severamente contaminado         | Las personas sanas experimentarán una menor resistencia al realizar actividades. Puede haber fuertes irritaciones y síntomas, además de desencadenar otras enfermedades. Los ancianos y los enfermos deben permanecer en interiores y evitar el ejercicio. Las personas sanas deben evitar las actividades al aire libre. |

### Hong Kong
La API estuvo vigente en Hong Kong desde junio de 1995 hasta diciembre de 2013. Fue medido y actualizado cada hora por la Dirección de Protección Ambiental (EPD por sus siglas en inglés). Además, la EPD realizaba todos los días las previsiones de la API para el siguiente día .
El API se basó en el nivel de seis contaminantes atmosféricos, como lo son: dióxido de azufre (SO 2 ), dióxido de nitrógeno (NO 2 ), partículas suspendidas respirables, monóxido de carbono (CO), ozono (O 3 ) y plomo (Pb), medido en todas las estaciones de monitoreo a lo largo del territorio. Fue reemplazado por el Índice de Salud de la Calidad del Aire el 30 de diciembre de 2013.
Hay 11 Estaciones Generales y 3 Estaciones periféricas.Las primeras incluyen: Centro / Oeste , Este, Kwai Chung, Kwun Tong, Sha Tin, Sham Shui Po, Tai Po, Tap Mun, Tsuen Wan, Tung Chung y Yuen Long ; las segundas: Causeway Bay, Central y Mong Kok .
En Hong Kong, había dos tipos de API: API general y API periférica. La EPD reportaba las últimas API cada hora.
El índice y los objetivos de calidad del aire se establecieron en 1987; además, los niveles de contaminantes se miden durante períodos variables, en μg /m 3 . Hay objetivos por hora, de 24 horas y anuales para dióxido de azufre y dióxido de nitrógeno, así como objetivos de 24 horas y anuales para partículas.
La siguiente tabla muestra las consecuencias para la salud oficiales de los respectivos niveles de AQHI en Hong Kong.
| AQHI Nivel | Nivel de contaminación del aire | Consecuencias para la salud; |
| ---------- | ------------------------------- | --- |
| 1,2,3      | Bajo                            | Sin consecuencias. |
| 4,5,6      | Medio                           | No se esperan consecuencias para la población en general. |
| 7          | Alto                            | No se esperan efectos agudos sobre la salud, pero se pueden observarse efectos crónicos si se está expuesto deforma persistente a tales niveles. |
| 8,9,10     | Muy alto                        | Las personas con enfermedades cardíacas o respiratorias pueden notar un ligero empeoramiento de su estado de salud. Las personas generalmente sanas también pueden notar algunas molestias.                                                                               |
| 10+        | Severo                          | Las personas con enfermedades cardíacas o respiratorias pueden experimentar un agravamiento significativo de sus síntomas. También puede haber síntomas generalizados en la población sana (por ejemplo: irritación ocular, sibilancias, tos, flema y dolor de garganta). |

En 1998, la Oficina de Educación recomendó a las escuelas que restringieran las actividades al aire libre cuando el índice alcanzara las 200 unidades, mientras que destacados defensores de la salud médica instan a que el nivel se revise y se sitúe en 100 unidades. La Organización Mundial de la Salud revisó en 2006 sus niveles de referencia de calidad del aire de dióxido de azufre, dióxido de nitrógeno y ozono a la luz de nuevas pruebas científicas. La OMS también introdujo nuevas directrices de medición para partículas muy pequeñas,  siendo más peligrosas para la función pulmonar. En el nivel  de 200 unidades, los niveles en Hong Kong de SO 2 (800 μg/m 3 ) y NO 2 (1130 μg/m 3 ) son 40 veces y 5½ veces las pautas de la OMS, respectivamente; el equivalente para partículas (350 μg/m 3 ) es 7 veces las pautas de la OMS.